# Primer directorio telefónico de la Ciudad de México
El primer Directorio de la Ciudad de México fue una guía telefónica publicada en noviembre de 1891 en la era porfiriana. Impreso en papel de tono amarillento, quedaron en él plasmados los nombres, apellidos, publicidad y números telefónicos de finales del siglo XIX.

## Directorio telefónico
Parte de este libro hizo alusión a la Exposición Universal de París de 1889 además del mejoramiento de las vías ferrocarrileras en el sureste de México.
Dentro de este se mencionaba: 

"La Compa[ñ]ía suplica que cuando dos suscritores concluyan de hablar, cada uno toque su timbre para que caigan las dos placas en la Oficina Central, como se[ñ]al de que ya acabaron: asi quedan en disposicion de hablar con otro y de que otro les hable. Es la unica manera de saber cuando dos suscritores han concluido de hablar."

Otra parte importante es la sección que dice: "Todo suscritor tiene derecho a hablar con los demás cuando quiera y con el mayor secreto", además de que cada número telefónico estaba conformado de tres a cuatro dígitos. Su contenido revela los usos y costumbres del México decimonónico. 
La última frase que contiene es "En los pedidos por mayor, haremos una rebaja considerable".